# Primera División de Paraguay 2014
Primera División de Paraguay 2014 är den högsta divisionen i fotboll i Paraguay för säsongen 2014 och består av två mästerskap - Torneo Apertura och Torneo Clausura. Vardera mästerskap består av tolv lag som spelade en match hemma och en match borta vilket innebar 22 matcher per lag och mästerskap. Primera División kvalificerar även lag till Copa Libertadores 2015 och Copa Sudamericana 2015. Den första omgången för säsongen spelades den 14 februari 2014, när Torneo Apertura inleddes. Torneo Apertura avslutades den 28 juni 2014 och därefter inleds Torneo Clausura den 26 juli 2014. Libertad vann Torneo Apertura och kvalificerade sig därmed för Copa Libertadores 2015.

## Poängtabeller
I både Torneo Apertura och Torneo Clausura spelade de tolv lagen 22 matcher var, vilket innebar att lagen under 2014 spelade 44 matcher. Vinnarna av respektive turnering blev mästare, så två mästare korades under säsongen. Varje vinnarlag kvalificerade sig även för Copa Libertadores 2015.
| Nr | Lag               | S  | V  | O  | F  | GM | IM | MS  | P  |
| -- | ----------------- | -- | -- | -- | -- | -- | -- | --- | -- |
| 1  | Libertad          | 22 | 15 | 5  | 2  | 41 | 17 | +24 | 50 |
| 2  | Guaraní           | 22 | 14 | 4  | 4  | 56 | 31 | +25 | 46 |
| 3  | Olimpia           | 22 | 9  | 6  | 7  | 32 | 26 | +6  | 33 |
| 4  | Cerro Porteño     | 22 | 8  | 7  | 7  | 49 | 38 | +11 | 31 |
| 5  | Sol de América    | 22 | 7  | 10 | 5  | 36 | 31 | +5  | 31 |
| 6  | Rubio Ñu          | 22 | 8  | 6  | 8  | 38 | 37 | +1  | 30 |
| 7  | Nacional          | 22 | 8  | 6  | 8  | 26 | 27 | −1  | 30 |
| 8  | Sportivo Luqueño  | 22 | 6  | 10 | 6  | 23 | 25 | −2  | 28 |
| 9  | Deportivo Capiatá | 22 | 6  | 8  | 8  | 22 | 37 | −15 | 26 |
| 10 | General Díaz      | 22 | 4  | 7  | 11 | 19 | 34 | −15 | 19 |
| 11 | 12 de Octubre     | 22 | 2  | 9  | 11 | 21 | 38 | −17 | 15 |
| 12 | 3 de Febrero      | 22 | 2  | 8  | 12 | 22 | 44 | −22 | 14 |

| Nr | Lag               | S  | V  | O | F  | GM | IM | MS  | P  |
| -- | ----------------- | -- | -- | - | -- | -- | -- | --- | -- |
| 1  | Libertad          | 22 | 14 | 4 | 4  | 41 | 18 | +23 | 46 |
| 2  | Cerro Porteño     | 22 | 13 | 5 | 4  | 43 | 20 | +23 | 44 |
| 3  | Guaraní           | 22 | 12 | 5 | 5  | 49 | 29 | +20 | 41 |
| 4  | Sportivo Luqueño  | 22 | 9  | 8 | 5  | 24 | 23 | +1  | 35 |
| 5  | Nacional          | 22 | 9  | 5 | 8  | 18 | 19 | −1  | 32 |
| 6  | Olimpia           | 22 | 8  | 6 | 8  | 28 | 24 | +4  | 30 |
| 7  | General Díaz      | 22 | 8  | 5 | 9  | 26 | 33 | −7  | 29 |
| 8  | 3 de Febrero      | 22 | 7  | 4 | 11 | 22 | 35 | −13 | 25 |
| 9  | Sol de América    | 22 | 6  | 6 | 10 | 24 | 32 | −8  | 24 |
| 10 | Deportivo Capiatá | 22 | 5  | 6 | 11 | 22 | 34 | −12 | 21 |
| 11 | Rubio Ñu          | 22 | 4  | 8 | 10 | 21 | 33 | −12 | 20 |
| 12 | 12 de Octubre     | 22 | 4  | 4 | 14 | 23 | 41 | −18 | 16 |

## Sammanlagd tabell
Lagen som vunnit Torneo Apertura eller Torneo Clausura står i fetstil. Segrarna av Torneo Apertura respektive Clausura kvalificerades för Copa Libertadores 2015 och det bästa av de två lagen i den sammanlagda tabellen kvalificerade sig även för Copa Sudamericana 2015. Utöver dessa lag kvalificerade sig det bästa laget i den sammanlagda tabellen för Copa Libertadores medan de tre bästa följande lagen kvalificerade sig för Copa Sudamericana.
| Nr | Lag               | S  | V  | O  | F  | GM  | IM | MS  | P  |
| -- | ----------------- | -- | -- | -- | -- | --- | -- | --- | -- |
| 1  | Libertad          | 44 | 29 | 9  | 6  | 82  | 35 | +47 | 96 |
| 2  | Guaraní           | 44 | 26 | 9  | 9  | 105 | 60 | +45 | 87 |
| 3  | Cerro Porteño     | 44 | 21 | 12 | 11 | 92  | 58 | +34 | 75 |
| 4  | Olimpia           | 44 | 17 | 12 | 15 | 60  | 50 | +10 | 63 |
| 5  | Sportivo Luqueño  | 44 | 15 | 18 | 11 | 47  | 48 | −1  | 63 |
| 6  | Nacional          | 44 | 17 | 11 | 16 | 44  | 46 | −2  | 62 |
| 7  | Sol de América    | 44 | 13 | 16 | 15 | 60  | 63 | −3  | 55 |
| 8  | Rubio Ñu          | 44 | 12 | 14 | 18 | 59  | 70 | −11 | 50 |
| 9  | General Díaz      | 44 | 12 | 12 | 20 | 45  | 67 | −22 | 48 |
| 10 | Deportivo Capiatá | 44 | 11 | 14 | 19 | 44  | 71 | −27 | 47 |
| 11 | 3 de Febrero      | 44 | 9  | 12 | 23 | 44  | 79 | −35 | 39 |
| 12 | 12 de Octubre     | 44 | 6  | 13 | 25 | 44  | 79 | −35 | 31 |

Färgkoder:
     – Kvalificerade för både Copa Libertadores 2015 och Copa Sudamericana 2015.

     – Kvalificerade för Copa Libertadores 2015.

     – Kvalificerade för Copa Sudamericana 2015.

## Nedflyttningstabell
| #  | Lag               | Poäng 2012 | Poäng 2013 | Poäng 2014 | Poäng totalt | Spelade totalt | Snitt  |
| -- | ----------------- | ---------- | ---------- | ---------- | ------------ | -------------- | ------ |
| 1  | Libertad          | 91         | 75         | 96         | 262          | 132            | 1.9848 |
| 2  | Cerro Porteño     | 86         | 87         | 75         | 248          | 132            | 1.8788 |
| 3  | Guaraní           | 73         | 77         | 75         | 225          | 132            | 1.7045 |
| 4  | Nacional          | 77         | 79         | 62         | 218          | 132            | 1.6515 |
| 5  | Olimpia           | 79         | 55         | 63         | 197          | 132            | 1.4924 |
| 6  | Sportivo Luqueño  | 59         | 54         | 63         | 176          | 132            | 1.3333 |
| 7  | Deportivo Capiatá | —          | 65         | 47         | 112          | 88             | 1.2727 |
| 8  | General Díaz      | —          | 61         | 48         | 109          | 88             | 1.2386 |
| 9  | Sol de América    | 60         | 46         | 55         | 161          | 132            | 1.2197 |
| 9  | Rubio Ñu          | 36         | 50         | 50         | 136          | 132            | 1.0303 |
| 11 | 3 de Febrero      | —          | —          | 39         | 39           | 44             | 0.8864 |
| 12 | 12 de Octubre     | —          | —          | 31         | 31           | 44             | 0.7045 |